# 戈韦兰迪亚
戈韦兰迪亚是巴西戈亚斯州的一个市镇。总面积830.77平方公里，总人口3915人，人口密度4.7人/平方公里。